# Christoph Hülsenberg
Christoph Hülsenberg (* 4. Juli 1941 in Regis-Breitingen; † 7. November 2012) war ein deutscher Gebrauchsgrafiker.

## Leben und Werk
Hülsenberg absolvierte in Regis-Breitingen und Hartenstein die Grundschule und von 1955 bis 1959 die Kirchliche Oberschule in Moritzburg. Ab 1959 studierte er an der Hochschule für Bildende Künste Dresden und dann 1961/1962 und 1964 bis 1967, u. a. bei Albert Kapr Angewandte Grafik an der Hochschule für Grafik und Buchkunst Leipzig.
Nach dem Diplom arbeitete er von 1968 bis 1975 in Dresden als Gebrauchsgrafiker bei der DEWAG-Werbung und danach als freiberuflicher Grafik-Designer. Seine Hauptarbeitsgebiete waren die Gestaltung von Büchern, Plakaten, Logos und Ausstellungen. Von 1990 bis 1998 arbeitete er für das Leonhardi-Museum in Dresden-Loschwitz.
Hülsenberg war ab 1969 regelmäßig auf Ausstellungen im In- und Ausland vertreten, u. a. 1972/1973 in Dresden auf der VII. Kunstausstellung der DDR und wurde u. a. im Wettbewerb Die 100 besten Plakate des Jahres geehrt.

## Mitgliedschaften
- 1971 bis 1990 Verband Bildender Künstler der DDR
- ab 1990 Sächsischer Künstlerbund

## Werke (Auswahl)
- Rettet Angela Davis (1970, Plakat-Entwurf, Lithografie)[2]
- Logo des VVB Plast- und Elastverarbeitung (1965)[3]